# Liste der Brücken über den Alten Rhein
Die Liste der Brücken über den Alten Rhein enthält die Brücken beim Diepoldsauer Durchstich und beim Fussacher Durchstich.

## Brückenliste
16 Übergänge überqueren den Alten Rhein: Zehn Fussgängerübergänge, fünf Strassenbrücken und eine Rohrträgerbrücke.

### Alter Rhein (beim Diepoldsauer Durchstich)
13 Brücken und Stege überspannen den Alten Rhein beim Diepoldsauer Durchstich.
| Bild | Name                           | Ort                   | Lage | Funktion                                  | Konstruktion       | Material     | Länge in m | Höhe m ü. M. | Bemerkungen |
| ---- | ------------------------------ | --------------------- | ---- | ----------------------------------------- | ------------------ | ------------ | ---------- | ------------ | --- |
|      | Steg bei Fahrmaad              | Diepoldsau            |      | Fussgängerbrücke                          | Balkenbrücke       | Beton        | 4          | 408          | Betreten auf eigene Gefahr Übergang führt zum Naherholungsgebiet Kopfloch. |
|      | Paul-Grüninger-Brücke          | Diepoldsau – Hohenems |      | Strassenbrücke (zweispurig) mit Trottoirs | Balkenbrücke       | Beton        | 30         | 407          | 2012 wurde Flüchtlingsretter Paul Grüninger die Brücke gewidmet. Eine Gedenktafel ist am Brückengeländer angebracht. Höchstgeschwindigkeit 30 km/h RTB-Buslinie 303 (Heerbrugg–Diepoldsau–Hohenems) Grenzübergang Grenze zwischen Österreich und der Schweiz                               |
|      | Strandbadstrasse-Brücke        | Diepoldsau            |      | Strassenbrücke (einspurig)                | Balkenbrücke       | Beton        | 7          | 405          | Allgemeines Fahrverbot: Berechtigte gestattet Höchstgeschwindigkeit 30 km/h Brücke befindet sich beim Campingplatz Diepoldsau. |
|      | Strandbad-Steg                 | Diepoldsau            |      | Fussgängerbrücke                          | Balkenbrücke       | Stahl        | 15         | 405          | Der Steg befindet sich im Strandbad Diepoldsau. |
|      | Strandbad-Brücke               | Diepoldsau            |      | Fussgängerbrücke                          | Balkenbrücke       | Beton        | 40         | 405          | Der Steg befindet sich im Strandbad Diepoldsau. |
|      | Steg beim Strandbad Diepoldsau | Diepoldsau            |      | Fussgängerbrücke                          | Balkenbrücke       | Holz         | 10         | 405          | Der Steg beim Strandbad Diepoldsau führt zu einer Insel. |
|      | Steg beim Alten Rhein          | Hohenems              |      | Fussgängerbrücke                          | Balkenbrücke       | Stahl        | 4          | 405          | |
|      | Steg beim Alten Rhein          | Hohenems              |      | Fussgängerbrücke                          | Balkenbrücke       | Holz         | 6          | 405          | |
|      | Furt bei Feuerstelle           | Hohenems              |      | Fussgängerübergang                        | Furt               | Steinbrocken | 10         | 405          | Insel-Übergang führt zu einer Insel mit Feuerstelle. |
|      | Furt bei Trittstein            | Hohenems              |      | Fussgängerübergang                        | Furt               | Steinbrocken | 8          | 405          | |
|      | Schmitterbrücke                | Diepoldsau – Lustenau |      | Strassenbrücke (zweispurig)               | Balkenbrücke       | Beton        | 60         | 405          | Höchstgeschwindigkeit 60 km/h Grenzübergang Grenze zwischen Österreich und der Schweiz An der gleichen Stelle stand bereits eine gedeckte Holzbrücke. |
|      | Furt beim Alten Rhein          | Lustenau              |      | Fussgängerübergang                        | Furt               | Erdboden     | 10         | 404          | |
|      | Am Rohr-Übergang               | Diepoldsau – Lustenau |      | Rohrkanal mit Fussgänger- und Velobrücke  | Rohrleitungsbrücke | Beton        | 50         | 404          | Der Diepoldsauer- und Neunerkanal queren eingedolt unterhalb des Alten Rheins. Eine von der UNESCO in 2009 am alten Grenzgitter auf dem „Rohr“ angebrachte Gedenktafel erinnert an das Schicksal der Flüchtlinge vom Schrecken der NS-Diktatur. Grenze zwischen Österreich und der Schweiz |

### Alter Rhein (beim Fussacher Durchstich)
Zwei Strassenbrücken und eine Fussgänger- und Velobrücke überspannen den Alten Rhein beim Fussacher Durchstich.
| Bild                                       | Name                               | Ort                     | Lage | Funktion                                         | Konstruktion    | Material | Länge in m | Höhe m ü. M. | Bemerkungen |
| ------------------------------------------ | ---------------------------------- | ----------------------- | ---- | ------------------------------------------------ | --------------- | -------- | ---------- | ------------ | --- |
| Hilfsbrücke (2015–2017) Neue Brücke (2023) | Zollbrücke St. Margrethen – Höchst | St. Margrethen – Höchst |      | Strassenbrücke (zweispurig) mit breitem Trottoir | Bogenbrücke     | Beton    | 96         | 398          | Der Grenzübergang wurde 2017 ersetzt. Das Bauwerk überquert auch die Autobahn A1. Grenzübergang Grenze zwischen Österreich und der Schweiz 2 km flussabwärts befindet sich das national bedeutende Amphibienlaichgebiet Eselschwanz. |
|                                            | Zollbrücke Rheineck – Gaissau      | Rheineck – Gaissau      |      | Strassenbrücke (zweispurig) mit Trottoir         | Balkenbrücke    | Beton    | 180        | 396          | Höchstgeschwindigkeit 50 km/h Das Bauwerk überquert auch die Autobahn A1 und die Bahnstrecke Chur–Rorschach. Eine gedeckte Holzbrücke ersetzte 1874 die Fähre. Grenzübergang Grenze zwischen Österreich und der Schweiz |
|                                            | Radwegbrücke Gaissau               | Rheineck – Gaissau      |      | Fussgänger- und Velobrücke                       | Gedeckte Brücke | Holz     | 50         | 396          | Die gedeckte Holzbrücke wurde 1999 erstellt, sie ersetzte eine Veloweg-Holzbrücke, die 1994 als kurzfristiges Provisorium erstellt wurde. Fahrverbot für Motorwagen, Motorräder und Motorfahrräder Veloland-Route 2 Rhein-Route (Etappe 5 St. Margrethen–Kreuzlingen), Route 9 Seen-Route (Etappe 10 Buchs (SG)–Rorschach) und Route 96 Bodensee-Radweg (Etappe 4 Bregenz–Romanshorn) Der internationale Bodensee-Rundwanderweg führt über die Brücke. Grenze zwischen Österreich und der Schweiz |